# Tethyspira
Tethyspira is een geslacht van sponsdieren uit de klasse van de Demospongiae (gewone sponzen).

## Soort
- Tethyspira spinosa (Bowerbank, 1874)